# Euro Beach Soccer League
La Euro Beach Soccer League è un torneo disputato tra le rappresentative nazionali di beach soccer d'Europa che si conclude al termine di un tour itinerante nelle principali sedi continentali. Nella storia della competizione, la squadra più titolata è il Portogallo.

## Albo d'oro
| Anno          | Ospitante           | Finale     | Finale                | Finale        | Finale 3º posto | Finale 3º posto       | Finale 3º posto |
| Anno          | Ospitante           | Vincitore  | Risultato             | Secondo posto | Terzo posto     | Risultato             | Quarto posto    |
| ------------- | ------------------- | ---------- | --------------------- | ------------- | --------------- | --------------------- | --------------- |
| 1998 Dettagli | Monaco              | Germania   | Girone                | Italia        | Portogallo      | Girone                | Spagna          |
| 1999 Dettagli | Monaco              | Spagna     | Girone                | Francia       | Portogallo      | Girone                | Italia          |
| 2000 Dettagli | Monaco              | Spagna     | Girone                | Portogallo    | Francia         | Girone                | Italia          |
| 2001 Dettagli | Monaco              | Spagna     | 3 – 2                 | Portogallo    | Italia          | 9 – 7                 | Francia         |
| 2002 Dettagli | Monaco              | Portogallo | 8 – 6                 | Spagna        | Francia         | 9 – 3                 | Turchia         |
| 2003 Dettagli | Belgio              | Spagna     | 8 – 7 dts             | Francia       | Portogallo      | 8 – 4                 | Svizzera        |
| 2004 Dettagli | Monaco              | Francia    | 6 – 3                 | Portogallo    | Ucraina         | 5 – 3                 | Italia          |
| 2005 Dettagli | Francia             | Italia     | 5 – 5 dts (2 – 1 dcr) | Portogallo    | Francia         | 6 – 2                 | Svizzera        |
| 2006 Dettagli | Francia             | Spagna     | 4 – 3                 | Portogallo    | Polonia         | 2 – 2 dts (2 – 1 dcr) | Italia          |
| 2007 Dettagli | Francia             | Portogallo | 7 – 6                 | Francia       | Russia          | 6 – 3                 | Spagna          |
| 2008 Dettagli | Portogallo          | Portogallo | 5 – 1                 | Paesi Bassi   | Russia          | 6 – 1                 | Italia          |
| 2009 Dettagli | Portogallo          | Russia     | 4 – 3                 | Portogallo    | Italia          | 4 – 4 dts (1 – 0 dcr) | Spagna          |
| 2010 Dettagli | Portogallo          | Portogallo | 3 – 2                 | Italia        | Russia          | 7 – 3                 | Svizzera        |
| 2011 Dettagli | Russia              | Russia     | 6 – 4                 | Svizzera      | Portogallo      | 3 – 3 dts (7 – 6 dcr) | Romania         |
| 2012 Dettagli | Paesi Bassi         | Svizzera   | 6 – 5                 | Russia        | Italia          | 5 – 1                 | Romania         |
| 2013 Dettagli | Spagna              | Russia     | 8 – 3                 | Portogallo    | Svizzera        | 4 – 1                 | Spagna          |
| 2014 Dettagli | Spagna              | Russia     | 4 – 3                 | Spagna        | Portogallo      | 6 – 2                 | Svizzera        |
| 2015 Dettagli | Estonia             | Portogallo | 5 – 4                 | Ucraina       | Russia          | 6 – 3                 | Spagna          |
| 2016 Dettagli | Italia              | Ucraina    | 2 – 1                 | Portogallo    | Russia          | 8 – 7                 | Spagna          |
| 2017 Dettagli | Italia              | Russia     | 3 – 1                 | Portogallo    | Italia          | 2 – 2 dts (2 – 0 dcr) | Spagna          |
| 2018 Dettagli | Italia              | Italia     | 2 – 2 dts (7 – 6 dcr) | Spagna        | Portogallo      | 4 – 4 dts (3 – 2 dcr) | Russia          |
| 2019 Dettagli | Portogallo          | Portogallo | 4 – 2                 | Russia        | Spagna          | 4 – 1                 | Italia          |
| 2020 Dettagli | Portogallo          | Portogallo | Girone                | Svizzera      | Ucraina         | Girone                | Francia         |
| 2021 Dettagli | Portogallo Moldavia | Portogallo | 7 – 4                 | Bielorussia   | Italia          | 5 – 3                 | Spagna          |
| 2022 Dettagli | Italia              | Svizzera   | 6 – 5                 | Portogallo    | Italia          | 3 – 2                 | Spagna          |
| 2023 Dettagli | Italia              | Italia     | 5 – 4                 | Spagna        | Bielorussia     | 6 – 5                 | Portogallo      |
| 2024 Dettagli | Italia              | Portogallo | 5 – 1                 | Italia        | Bielorussia     | 6 – 1                 | Spagna          |

## Medagliere
| Posiz. | Nazione     | Oro | Argento | Bronzo | Totale |
| ------ | ----------- | --- | ------- | ------ | ------ |
| 1      | Portogallo  | 9   | 10      | 6      | 25     |
| 2      | Spagna      | 5   | 4       | 1      | 10     |
| 3      | Russia      | 5   | 2       | 5      | 12     |
| 4      | Italia      | 3   | 3       | 6      | 12     |
| 5      | Svizzera    | 2   | 2       | 1      | 5      |
| 6      | Francia     | 1   | 3       | 3      | 7      |
| 7      | Ucraina     | 1   | 1       | 2      | 4      |
| 8      | Germania    | 1   | 0       | 0      | 1      |
| 9      | Bielorussia | 0   | 1       | 2      | 3      |
| 10     | Paesi Bassi | 0   | 1       | 0      | 1      |
| 10     | Polonia     | 0   | 0       | 1      | 1      |